# Bringer of Pain
Bringer of Pain je čtvrté studiové album finské heavymetalové hudební skupiny Battle Beast. Vydáno bylo dne 17. února roku 2017 prostřednictvím vydavatelství Nuclear Blast. Jedná se o první album, na kterém se nepodílel hlavní skladatel a kytarista Anton Kabanen, jenž v Battle Beast přestal působit začátkem 2015. Na skládání písní se tak podíleli všichni členové, velký podíl na tom měl hlavně klávesista Janne Björkroth, který je autorem veškerých orchestrací a zároveň byl také producentem.

## Seznam skladeb
Všechny skladby napsal(i) Battle Beast. 
| Pořadí         | Název                             | Délka |
| -------------- | --------------------------------- | ----- |
| 1.             | Straight to the Heart             | 3:31  |
| 2.             | Bringer of Pain                   | 3:04  |
| 3.             | King for a Day                    | 4:35  |
| 4.             | Beyond the Burning Skies          | 4:39  |
| 5.             | Familiar Hell                     | 4:06  |
| 6.             | Lost in Wars (feat. Tomi Joutsen) | 4:34  |
| 7.             | Bastard Son of Odin               | 3:36  |
| 8.             | We Will Fight                     | 3:30  |
| 9.             | Dancing with the Beast            | 3:44  |
| 10.            | Far from Heaven                   | 4:23  |
| Celková délka: | Celková délka:                    | 39:27 |

## Obsazení
- Noora Louhimo – zpěv
- Joona Björkroth – kytara
- Juuso Soinio – kytara
- Eero Sipilä – basová kytara, zpěv
- Janne Björkroth – klávesy
- Pyry Vikki – bicí

Technická podpora
- Viktor Gullichsen – mix
- Mikko Karmila – mix
- Mika Jussila – mastering
- Jan Yrlund – přebal alba
- Juuso Soinio – fotografie
- Aki Anttila – fotografie
- Natalia Enemede – fotografie